# Peter Öberg
Peter Öberg (17 kwietnia 1980) – szwedzki zawodnik biegający na orientację.
Sukcesy Petera Öberga na arenie międzynarodowej rozpoczęły się w 2000 roku podczas Mistrzostw Świata Juniorów w Biegu na Orientację w Nowym Mieście na Morawach, gdzie zdobył srebrny medal w sztafecie. Jego następnym osiągnięciem było zdobycie złotego medalu w sztafecie w 2006 roku podczas Mistrzostw Europy w Biegu na Orientację w Otepää. W 2007 roku zdobył kolejny medal za bieg w sztafecie, tyle że wywalczył go na Mistrzostwach Świata w Biegu na Orientację w Kijowie, zajmując drugie miejsce.
W 2010 roku na Mistrzostwach Świata w Biegu na Orientację w Trondheim zajął drugie miejsce na dystansie średnim.
Peter Öberg trenuje w klubie OK Hällen.